# Lanzing (Gemeinde Dunkelsteinerwald)
Lanzing ist eine Ortschaft und eine Katastralgemeinde der Marktgemeinde Dunkelsteinerwald, Niederösterreich.

## Geografie
Der Weiler befindet sich drei Kilometer östlich von Mauer bei Melk und ist über die Landesstraße L5359 erreichbar. In der Ortschaft Lanzing liegt auch die Einzellage Kronhof. Am 1. Jänner 2024 gab es in der Ortschaft 10 Einwohner.

## Geschichte
Im Franziszeischen Kataster von 1822 ist Lanzing mit vier Gehöften verzeichnet.

## Kultur und Sehenswürdigkeiten

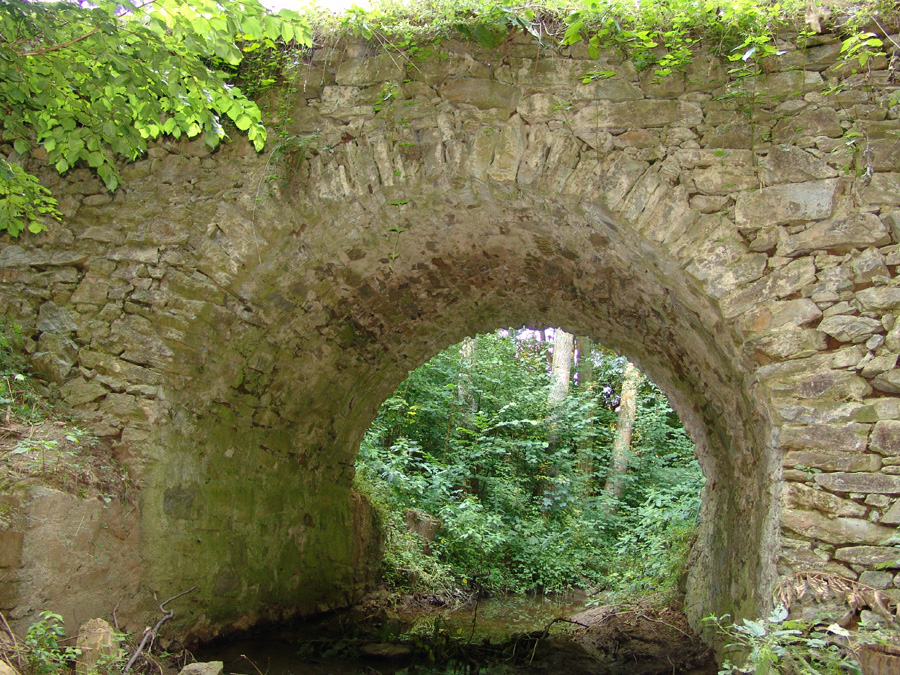
Römerbrücke

- Römerbrücke (Lage: 48° 14′ 6″ N, 15° 26′ 29″ O): die Errichtung fällt vermutlich in das 3. oder 4. nachchristliche Jahrhundert.